# Taricha
Taricha é um género de salamandra da família Salamandridae presente nos Estados Unidos da América ao longo da sua Costa Oeste e possivelmente na Baja California, México.

## Espécies
- Taricha granulosa (Skilton, 1849)
- Taricha rivularis (Twitty, 1935)
- Taricha sierrae (Twitty, 1942)
- Taricha torosa (Rathke, 1833)